# Rue des Pensées (Bruxelles)
Pour les articles homonymes, voir Rue des Pensées.
La rue des Pensées (en néerlandais : Penseestraat) est une rue bruxelloise de la commune de Schaerbeek qui va du boulevard Lambermont à l'avenue Gustave Latinis en passant par la rue des Mimosas. Elle fait partie du quartier des fleurs.
La numérotation des habitations va de 1 à 15 pour le côté impair et de 2 à 30 pour le côté pair.
Les violettes et les pensées sont des plantes herbacées vivaces de la famille des violacées appartenant au genre Viola.

## Adresses notables
- nos 1-5 : Centre médical Europe Lambermont